# Gustave de Beaumont
Comte Gustave Auguste Bonnin de la Bonninière de Beaumont (6 de febrero de 1802 - 31 de marzo de 1866) fue un magistrado francés, reformador de prisiones y compañero de viaje del famoso filósofo y político Alexis de Tocqueville. Si bien tuvo mucho éxito durante su vida, a menudo se lo pasa por alto y su nombre es sinónimo de los logros de Tocqueville.